# McMillions
McMillions (stilisiert als McMillion$) ist eine dokumentarische Miniserie über den McDonald’s Monopoly-Werbebetrug, der zwischen 1989 und 2001 stattfand. Unter der Regie von James Lee Hernandez und Brian Lazarte zeigt die Serie detailliert, wie der Betrug von Jerry Jacobson verübt wurde und wie er eine Vielzahl von Komplizen rekrutierte. Die Serie feierte in den USA am 3. Februar 2020 auf HBO Premiere, in Großbritannien wurden alle Episoden am 27. Mai 2020 auf Sky Documentaries zur Verfügung gestellt. McMillions wurde für fünf Primetime Creative Arts Emmy Awards nominiert, darunter Outstanding Documentary or Nonfiction Series.

## Rezeption
Auf Rotten Tomatoes hatte die Serie eine Bewertung von 87 % mit einer durchschnittlichen Punktzahl von 7,29 von 10 basierend auf 31 Bewertungen.